# Катенін Микола Іванович
Микола Іванович Катенін (рос. Николай Иванович Катенин; нар. 11 жовтня 1818 — пом. 1 травня 1883) — костромський поміщик, інженер-капітан у відставці, чухломський предводитель дворянства, меценат.

## Біографія
Народився в 1818 р. в заможній поміщицький родині в родинному помісті Заніно в Костромській губернії. Його батьком був Іван Миколайович Катенін — штабс-капітан, учасник Наполеонівських війн нагороджений орденом св. Анни II ступеня з алмазами і св. Володимира IV ступеня з бантом. Мати — Надія Михайлівна Шипова, донька місцевого поміщика. Рід Катеніних був відомий з XV cт.
Тривалий час мешкав в Санкт-Петербурзі, де служив інженером-капітаном. Проживав в «Гороховому домі» №48 в квартирі № 11. Доводився дядьком Надії Білозерській, і через неї входив до кола знайомств з петербурзькими українофілами які по понеділках збирались в помешканні Білозерських. 
В 1860 р. Тарас Шевченко надіслав йому «Кобзар» з дарчим написом, за що Катенін дякував йому у листі від 23 березня того ж року.
В 1861 р. надав Василю Білозерському кошти на видання першого українського журналу «Основа» ставши його головним спонсором, який він продовжував фінансувати до закінчення грошей в кінці 1862 р. Вклад Катеніна виявився неоціненним в умовах недофінансованого українофільського руху, а Енциклопедичний словник Брокгауза і Єфрона назвав журнал «найпомітнішим проявом українофільства» в XIX столітті на території Російської імперії. Як пізніше зазначав Пантелеймон Куліш в своєму листі до Олександра Кістяківського від 16 січня 1881 р.:
Без грошей, легковірно витрачених Катеніним, не існувала б Основа. Без грошей, витрачених без жодного рахунку мною, не було б ні малоруських книг, ні метеликів, ні Кам'янецьких, ні Щербаков. І нині рух у малоруській інтелігенції можна підтримати лише значними витратами грошей.
Оригінальний текст (рос.)
Без денег, легковерно истраченных Катениным, не существовала бы Основа. Без денег, истраченных без всякого счета мною, не было бы ни малорусских книг, ни метеликов, ни Каменецких, ни Щербаков. И в настоящее время движение в малорусской интеллигенции можно поддержать только значительными затратами денег.

Протягом багатьох років був близьким другом Миколи Костомарова. В 1873 р. був одним з організаторів юбілейних урочистостей на честь історика, в тому числі брав участь в підготовці видатної пам'ятки виконаної за малюнками художника М. Ге. — «Альбома в память тридцатипятилетней литературной деятельности Николая Ивановича Костомарова», який тоді вручили Миколі Івановичу. В 1875 р. матеріально і морально підтримав Костомарова, разом з доктором Д. Муриновим врятувавши того від смерті.
Довгий час збирав приватну бібліотеку яку планував передати земській управі для облаштування земської бібліотеки. Після смерті Миколи Івановича, його брат Михайло Іванович Катенін виконав заповіт, і 26 березня 1884 р. повідомив управу про передачу понад 2500 екземплярів книжок і журналів. Земство прийняло дар, і наступного року відкрило Публічну земську бібліотеку в Чухломі названу «Катенінською».

## Родина
Мав сім сестер і одного брата, в тому числі Лідія (1817—?) яка вийшла заміж за полковника Гена. Її донькою була Надія Білозерська.
7 січня 1851 р. одружився з донькою інженер-штабс-капітана Івана Олексійовича Жолобова — Анною Іванівною (1826—1868). В них було двоє доньок: Надія Миколаївна (1852—1870), яка народилась в помісті Ременніково, і Олександра Миколаївна, яка народилась 14 листопада 1857 р. в Вологді.